# Ендрю Л. Райкер

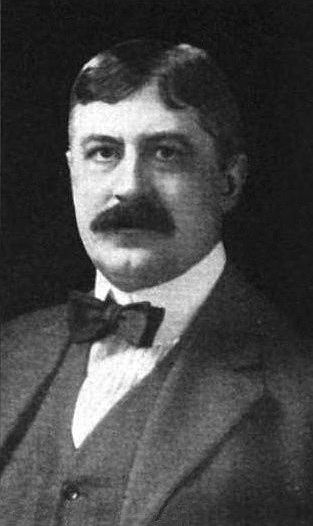
Andrew L. Riker
(Ендрю Л. Райкер)

Andrew Lawrence Riker (1868–1930) (укр. Ендрю Лавренсій Райкер) був одним із перших автомобільних дизайнерів. Райкер почав експериментувати з електричними транспортними засобами у 1884 році. Він створив Riker Electric Motor Company (укр. Компанія Електродвигунів Райкера) у 1888 році для виготовлення електричних двигунів, а роком пізніше створив Riker Motor Vehicle Company (укр. Компанія Механічних Транспортних Засобів Райкера) у м. Елізабет (штат Нью-Джерсі у США). У 1901 році компанія була поглинена компанією Electric Vehicle Company (укр. Компанія Електричних Транспортних Засобів).
Згодом Райкера найняла компанія Locomobile для розвитку двигунів внутрішнього згоряння.
Райкер був співзасновником Співтовариства автомобільних інженерів у 1905 і служив першим його директором протягом трьох років.
На початку 2020 року, вшановуючи внесок видатного інженера в розвиток персонального електричного транспорту, в Україні засновано компанію L.Riker™ - автосалон електричних авто.